# Empis fulvicollis
Empis fulvicollis är en tvåvingeart som beskrevs av Collin 1933. Empis fulvicollis ingår i släktet Empis och familjen dansflugor. Inga underarter finns listade i Catalogue of Life.